# ウクライナ正教会 (2018年設立)
ウクライナ正教会（ウクライナ語: Православна церква України (ПЦУ)／英語: Orthodox Church of Ukraine (OCU)）は、ウクライナにおける独立正教会の一つである。
正教会は一カ国に一つの教会組織を置くことが原則だが（ウクライナ正教会以外の例としてはロシア正教会、ギリシャ正教会、ルーマニア正教会、日本正教会など。もちろん例外もある）、これら各国ごとの正教会が異なる教義を信奉しているわけではなく、同じ信仰を有している。

## 概要

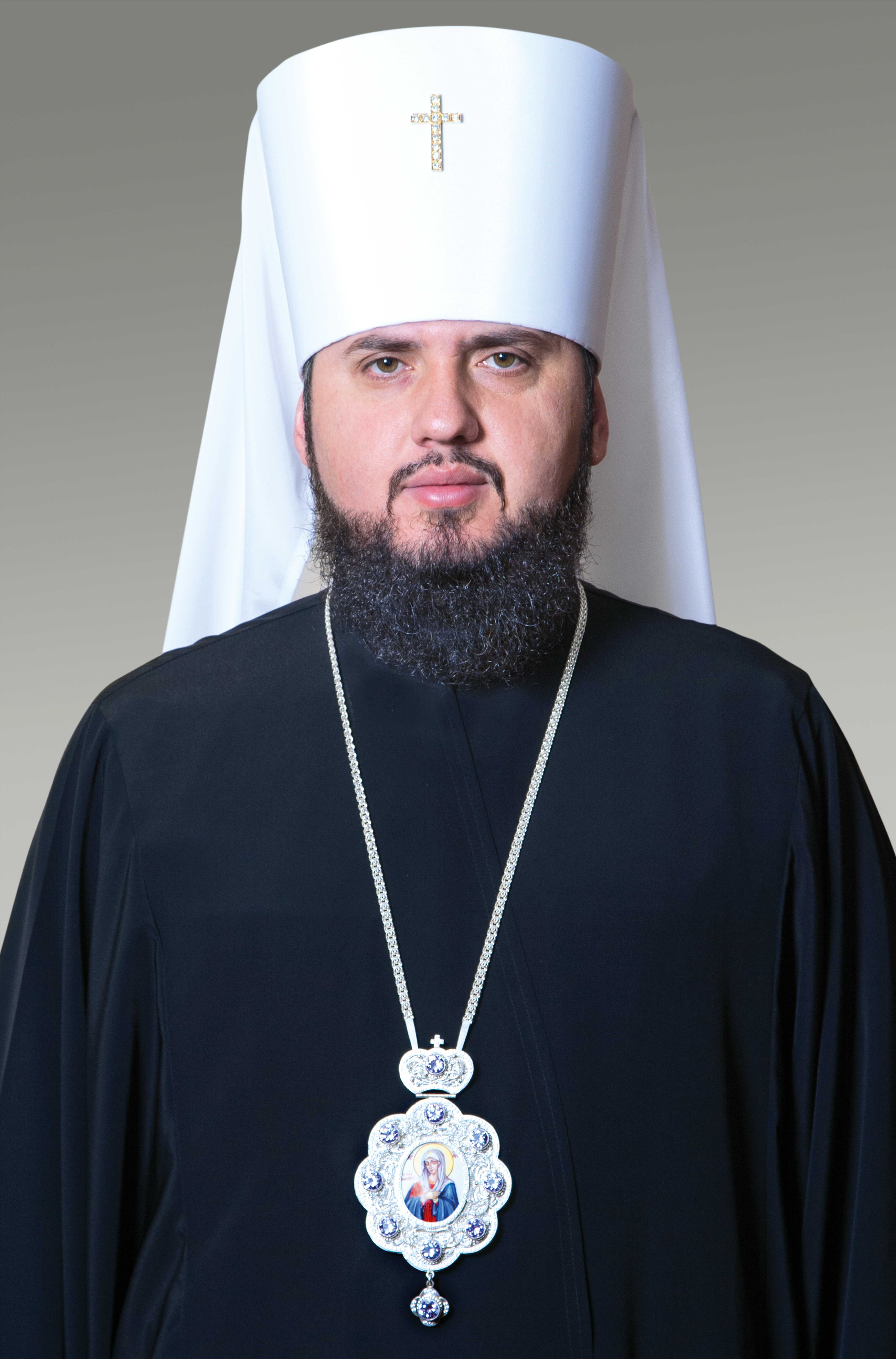
キエフと全ウクライナの府主教エピファニー

ウクライナ正教会は、ウクライナの全キリスト教会の中で最も信者数の多い教会である。1990年以来、ウクライナの正教会は複数教派の分裂状態にあったが、2018年12月15日に、ウクライナ最大教派であったウクライナ正教会・キエフ総主教庁と、少数教派であったウクライナ独立正教会が統合して、新生「ウクライナ正教会」として発足した。統合に参画しなかった対立教派として、モスクワ総主教庁系のウクライナ正教会があり、「ウクライナ正教会」を名乗る教派が2つ併存している状況である。しかし、モスクワ総主教庁系のウクライナ正教会からも、新生ウクライナ正教会に移籍する者が出ている。
発足と同日、首座主教としてエピファニー府主教が選任された。首座主教の正式な名称は、「キエフと全ウクライナの府主教」である。ウクライナ正教会・キエフ総主教庁の首座主教であったフィラレート総主教は、エピファニー府主教の着座に伴って離任し、ウクライナ正教会の「名誉総主教」とされた。
2019年1月5日、コンスタンティノープル総主教庁より独立正教会の地位を認めるトモスが署名され、翌1月6日付けで正式に独立正教会となった。
首座主教座大聖堂は、ウクライナの首都キエフにある聖ムィハイール黄金ドーム修道院に置かれている。
ウクライナ正教会は、2023年9月1日から教会暦を改訂ユリウス暦へ移行した。これにより、クリスマスなどの固定日、イースターなどの移動日も、西欧キリスト教（カトリック、プロテスタント）との教会暦と同じになった。

## 独立を巡る情勢
ウクライナ正教会の独立を承認したコンスタンティノープル総主教庁に対して、ロシア正教会モスクワ総主教庁は猛反発し、全面的な断交を宣言した。この問題は、世界中の正教会を巻き込んだ深刻な対立に発展しつつある。

## 日本国内における活動
日本事務局が東京都三鷹市にある。聖堂は現在のところ国内に献堂されていない。
聖体礼儀は、他教派の聖堂＝日本聖公会東京教区・聖オルバン教会（St. Alban's Church, Tokyo、東京都港区）の礼拝堂を借りて隔週日曜日の午後に執り行われている。言語は主にウクライナ語と英語、部分的に日本語である。司牧はポール・コロルーク神父（Fr. Paul A. Koroluk）が担当している。
日本正教会およびロシア正教会駐日ポドヴォリエとは、現在のところ交流は無い。相互領聖については担当教区の主教の判断による。

## 分類
- 正教会（ギリシャ正教、東方正教会） — 正教会の洗礼・聖体機密（聖体礼儀）を含む機密（秘蹟）は全ての正教会で有効。「ルーマニア正教会」「ロシア正教会」は組織名であり、一組織を信仰するかのような「ロシア正教を信仰する」「グルジア正教を信仰する」といった表現は誤りである。
  - 独立正教会（一部からの承認のみのものを含む）
    - アメリカ正教会
    - アルバニア正教会
    - アレクサンドリア教会（アレクサンドリア総主教庁）
    - アンティオキア教会（アンティオキア総主教庁）
    - ウクライナ正教会 (2018年設立)
    - エルサレム教会（エルサレム総主教庁）
    - キプロス正教会
    - ギリシャ正教会
    - グルジア正教会
    - コンスタンティヌーポリ教会（コンスタンティヌーポリ全地総主教庁）
    - セルビア正教会
    - チェコスロバキア正教会
    - ブルガリア正教会
    - ポーランド正教会
    - マケドニア正教会　一部のみその地位を承認。
    - ルーマニア正教会
    - ロシア正教会

  - 自治正教会（一部の承認のものも含む）
    - エストニア使徒正教会 — 一部のみその地位を承認。承認していない教会からは一教区扱い。
    - シナイ正教会
    - 正統オフリド大主教区 — 一部のみその地位を承認。承認していない教会からは一教区扱い。
    - 中国正教会 — 一部のみその地位を承認。承認していない教会からは一教区扱い。
    - 日本ハリストス正教会 — 一部のみその地位を承認。承認していない教会からは一教区扱い。
    - フィンランド正教会

  - 自主管理教会
    - アンティオキア正教会北米大主教区
    - ウクライナ正教会 (モスクワ総主教庁系)
    - エストニア正教会 — ロシア正教会の自主管理教会。
    - 在外ロシア正教会
    - モルドバ正教会
    - ラトビア正教会
    - 他